# Prameny U korýtka
Prameny U korýtka se nachází v lesoparku pod parkovištěm v ulici Petruškova v Ostravě-Zábřehu v Moravskoslezském kraji nedaleko řeky Odry. První pramen je neudržovaný a vyvěrá "přirozeně" ze svahu. Druhý pramen je mohutnější a vyvěrá z trubky umístěné v kamenné zídce a má upravené odtokové koryto v lichoběžníkovém profilu. Prameny jsou přístupné od silnice pěšky a nachází se v nadmořské výšce 235 m. Prameny dostaly název kvůli  blízkému umělému korytu řeky Odry a snad také také kvůli tvaru korýtka pod studánkou nebo kvůli možnému místu korýtek pro napájení dobytka. Za 1. republiky bývala poblíž populární výletní restaurace. Prameny přivádějí vodu až z vrcholku kopce Ondřejník.

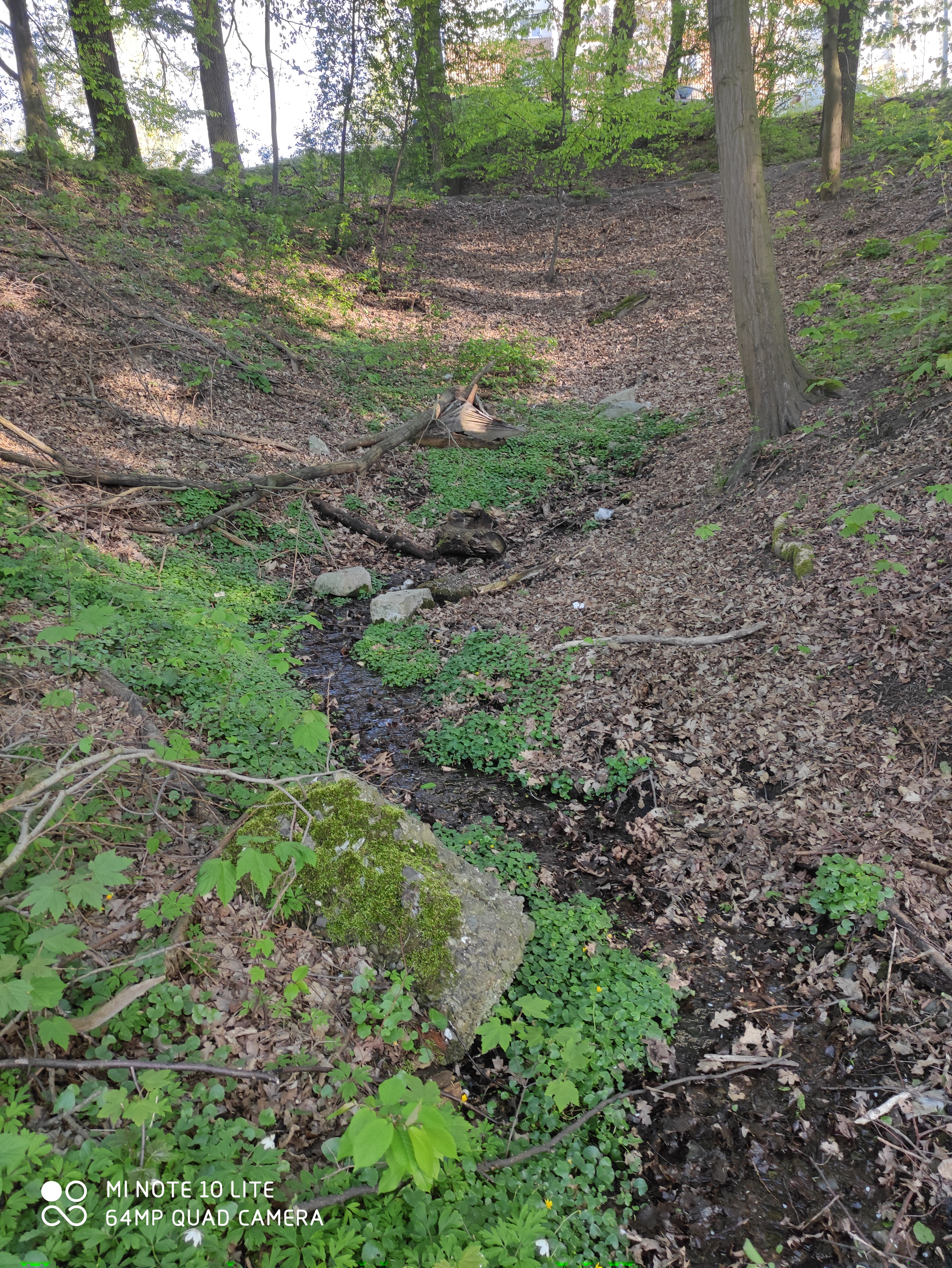
První pramen

## Další informace
V blízkém okolí se nachází Pomník překročení Odry československými tankisty při osvobozování Ostravy, přírodní rezervace Polanský les, Slepé rameno Odry (Ostrava Výškovice) a Slepé rameno Odry (Zábřeh).